# Cadre-45/1-Weltmeisterschaft 1933

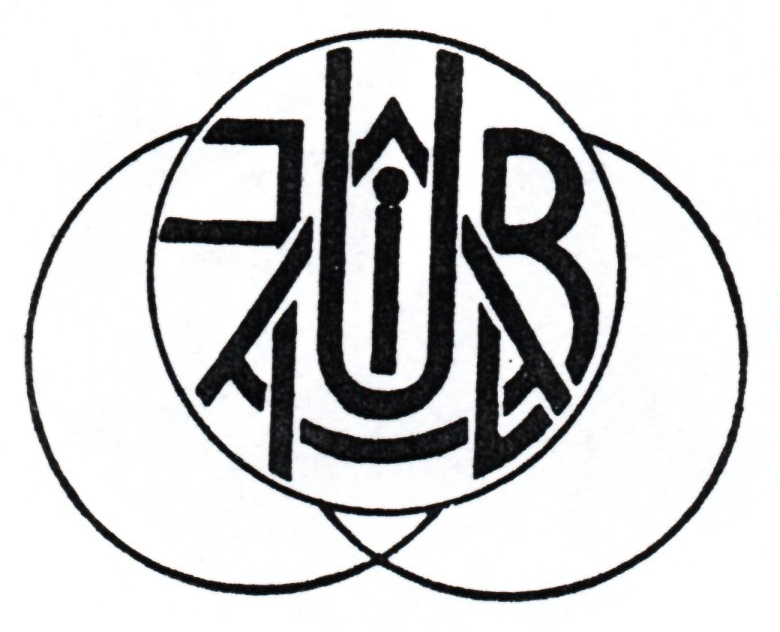
Logo UIFAB (ausrichtender Verband)

Die Cadre-45/1-Weltmeisterschaft 1933 war die siebte Cadre 45/1 UIFAB-Weltmeisterschaft, die bis 1938 im Cadre 45/1 und ab 1967 im Cadre 47/1 ausgetragen wurde. Das Turnier fand vom 27. April bis zum 5. Mai 1933 im Elks Club in New York City statt. Es war die zweite Cadre-Weltmeisterschaft in den Vereinigten Staaten.

## Geschichte
Bei einer Weltmeisterschaft mit durchschnittlichen Leistungen im Salon des New Yorker Elks Club setzte sich am Ende der Amerikaner Edgar T. Appleby bei nur einer Niederlage gegen Edmond Soussa durch. Soussa verlor gegen Francis S. Appleby und Théo Moons und wurde mit Turnierbestleistungen Zweiter.

## Turniermodus
Es wurde eine Finalrunde im Round Robin System bis 300 Punkte gespielt. Bei MP-Gleichstand wird in folgender Reihenfolge gewertet:
1. MP = Matchpunkte
2. GD = Generaldurchschnitt
3. HS = Höchstserie

## Abschlusstabelle

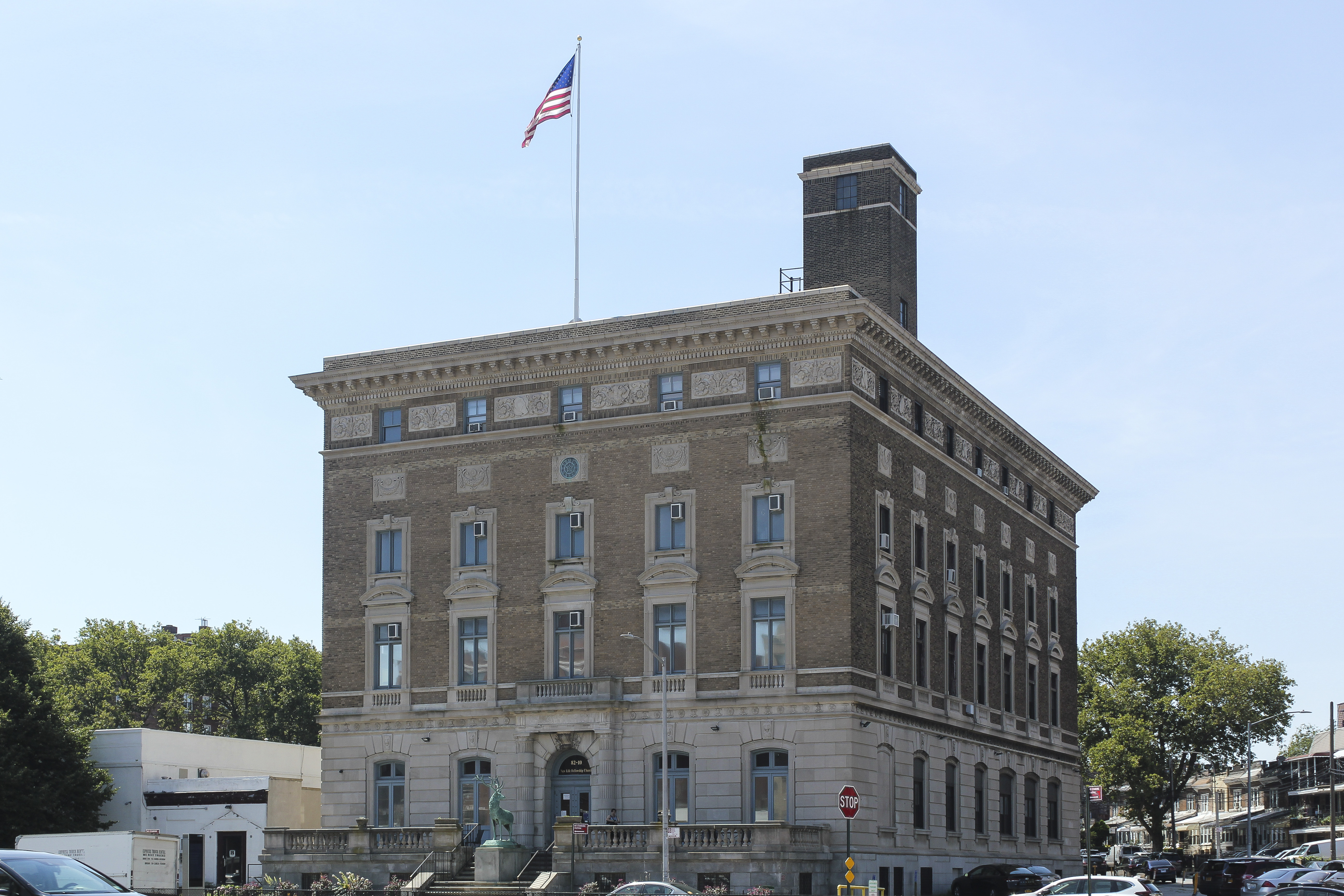
Elks Club New York City

| MP    | Match Points (Sieger = 2; Unentschieden = 1; Verlierer = 0) |
| Pkte. | Erzielte Karambolagen                                       |
| Aufn. | Benötigte Versuche                                          |
| GD    | Generaldurchschnitt                                         |
| BED   | Bester Einzeldurchschnitt eines Spielers                    |
| HS    | Höchstserie                                                 |
|       | Bester GD des Turniers                                      |
|       | Bester ED des Turniers                                      |
|       | Beste HS des Turniers                                       |
|       | 1. Platz (Gold)                                             |
|       | 2. Platz (Silber)                                           |
|       | 3. Platz (Bronze)                                           |

| Platz                     | Name               | MP   | Pkte. | Aufn. | GD    | BED   | HS  |
| ------------------------- | ------------------ | ---- | ----- | ----- | ----- | ----- | --- |
| 1                         | Edgar T. Appleby   | 10:2 | 1585  | 219   | 7,23  | 10,34 | 57  |
| 2                         | Edmond Soussa      | 8:4  | 1667  | 150   | 11,11 | 23,07 | 103 |
| 3                         | Théo Moons         | 8:4  | 1699  | 195   | 8,71  | 14,28 | 103 |
| 4                         | Francis S. Appleby | 8:4  | 1654  | 257   | 6,43  | 8,57  | 56  |
| 5                         | Jean Albert        | 6:6  | 1664  | 252   | 6,60  | 9,09  | 60  |
| 6                         | Jan Sweering       | 2:10 | 1341  | 223   | 6,01  | 8,57  | 63  |
| 7                         | Seymour Kling      | 0:12 | 941   | 202   | 4,65  | –     | 29  |
| Turnierdurchschnitt: 7,04 |                    |      |       |       |       |       |     |